# Nazionale maschile di calcio del Perù
La nazionale di calcio del Perù (in spagnolo Selección de fútbol del Perú) è la rappresentativa calcistica del Perù ed è controllata dalla Federación Peruana de Fútbol, affiliata alla CONMEBOL.
Considerata la rappresentativa sudamericana più importante dopo Brasile, Argentina e Uruguay fino ai primi anni ottanta, nel palmarès annovera 2 Coppe America (una vinta in casa nel 1939, quando il torneo era conosciuto come Campeonato Sudaméricano de Football, e una con la denominazione Copa América, nel 1975); in un'altra occasione ha disputato la finale del massimo torneo continentale, da cui è uscita sconfitta (2019).
Ha partecipato per cinque volte alla fase finale del campionato del mondo, spingendosi fino ai quarti nel 1970 e raggiungendo il girone del secondo turno nel 1978.
Nella classifica mondiale della FIFA il Perù ha raggiunto come miglior piazzamento il 10º posto nell'ottobre del 2017, mentre il peggiore è stato il 35º posto, nel settembre 2009. Occupa attualmente il 21º posto della graduatoria.

## Storia

### Gli esordi e il primo mondiale

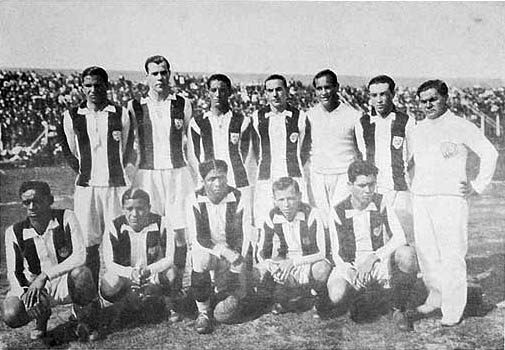
La nazionale peruviana al Campeonato Sudamericano de Football 1929

Dopo aver debuttato da paese organizzatore nel Campeonato Sudamericano de Football nel novembre del 1927 - il primo gol della storia per il Perù fu messo a segno da Demetrio Neyra - arrivò la prima vetrina intercontinentale per la selezione andina: i peruviani infatti fecero il loro esordio ai mondiali nel 1930, dopo appena 6 incontri ufficiali disputati (di cui uno solo vinto). La Blanquirroja venne eliminata al primo turno: perse per 3-1 contro la Romania (primo gol iridato di Luis de Souza Ferreira) e per 1-0 contro l'Uruguay (nazione ospitante e di lì a poco campione del mondo).

### Berlino 1936 e il primo titolo sudamericano
Nel 1935 raggiunse la terza posizione nella Copa América e l'anno successivo partecipò alle Olimpiadi di Berlino: nel corso dei giochi a cinque cerchi, la prima rassegna disputata dai peruviani lontano dal Sudamerica, la nazionale andina sarebbe arrivata fino alla semifinale, battendo la Finlandia per 7-3 e l'Austria per 4-2; tuttavia quest'ultima gara fu annullata dalla FIFA per intemperanze della panchina e del pubblico sudamericano (che avrebbero picchiato i calciatori austriaci), ordinando di rigiocarla senza spettatori. Questa decisione provocò il ritiro del Perù dalla manifestazione.

Nel 1938 vinse i Giochi Bolivariani e cinque mesi dopo dominò il Campeonato Sudamericano de Football 1939, battendo a Lima nella gara decisiva l'Uruguay per 2-1. A tale notevole risultato contribuirono giocatori di altissima levatura come Teodoro Fernández (con 7 reti fu eletto miglior giocatore e capocannoniere del torneo), Jorge Alcalde, "Titina" Castillo, Alejandro Villanueva e Adelfo Magallanes.

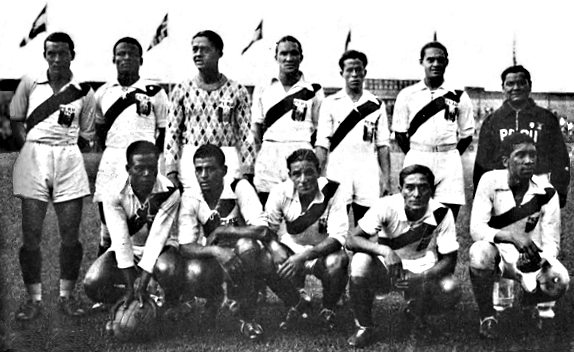
Squadra peruviana che ha partecipato alle Olimpiadi di Berlino 1936
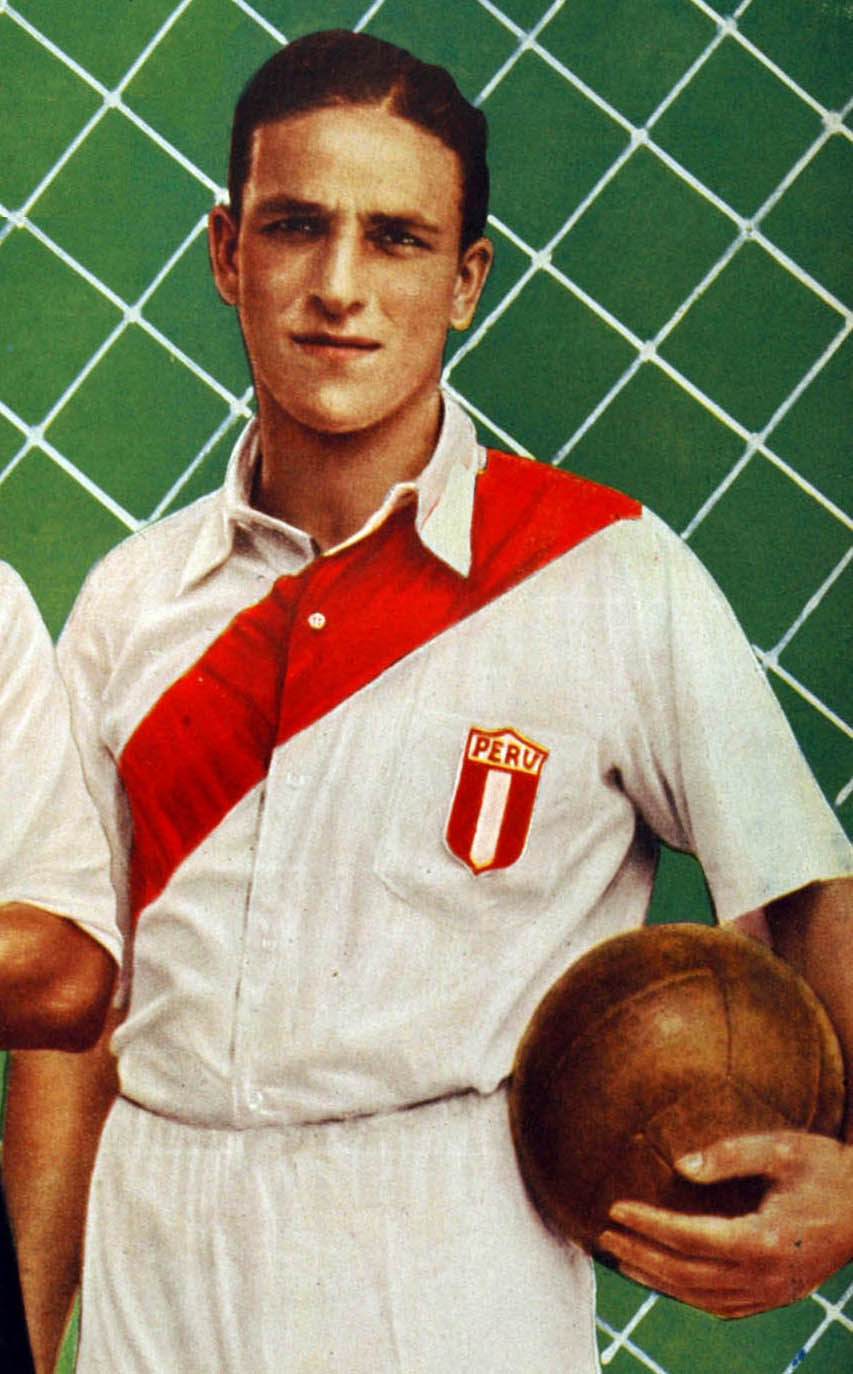
Teodoro Fernández, campione e capocannoniere della Coppa America del 1939
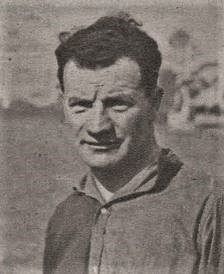
L'allenatore inglese Jack Greenwell campione imbattuto con il Perù dei Giochi Bolivariani del 1938 e della Copa América del 1939

### Gli anni cinquanta e sessanta
Negli anni cinquanta e sessanta la nazionale peruviana mantenne un ottimo livello in ambito continentale: si posizionò sul gradino più basso del podio al Campeonato Sudamericano 1955, trascinata dalle prestazioni dell'ala Oscar Gómez Sánchez. Ciononostante, non riuscì ad alzare trofei, né a qualificarsi per il campionato mondiale di calcio.

### Anni '70: gli anni d'oro
Il Perù visse il suo miglior periodo negli anni settanta, nei quali fu la terza forza calcistica della confederazione sudamericana dopo Brasile e Argentina. Della generazione d'oro facevano parte calciatori di fama mondiale, quali Teófilo Cubillas, Héctor Chumpitaz, Pedro Pablo León, Roberto Challe e Hugo Sotil. Accanto a loro ben figurarono altri ottimi interpreti, come Oswaldo Ramírez, Juan Carlos Oblitas e Rubén Toribio Díaz.
Gli Incas, guidati dal commissario tecnico brasiliano Didi, si qualificarono per il campionato del mondo 1970, superando Bolivia ed Argentina durante le qualificazioni. Nella fase finale, la nazionale peruviana vinse per 3-2 contro la Bulgaria, 3-0 contro il Marocco e subì una sconfitta indolore per 3-1 contro la Germania Ovest (tripletta di Gerd Müller, di lì a poco capocannoniere del torneo). Ebbe accesso ai quarti, ma perse contro i futuri campioni del Brasile per 4-2.

#### Il secondo titolo continentale
Il Perù cambiò tre selezionatori prima di affidarsi nel 1975 nuovamente a Marcos Calderón (già sulla panchina biancorossa in tre occasioni): con lui, la Blanquirroja vinse la Copa América. Dopo una sonora sconfitta per 6-0 contro l'Ecuador in amichevole, si presentò alla rassegna continentale con buone prospettive e si laureò campione.
Nella prima fase eliminò il Cile (famosa la rovesciata vincente di Oblitas) e la Bolivia; in semifinale toccò al Brasile di un giovane Roberto Dinamite (nel doppio confronto, dopo il 3-3 del risultato complessivo, i peruviani prevalsero grazie al sorteggio). In finale batté la Colombia: sconfitto di misura a Bogotà (1-0), il Perù ebbe la meglio al ritorno (2-0); nello spareggio sul neutro dell'Estadio Olímpico di Caracas, un gol di Sotil fu sufficiente per sollevare la coppa.

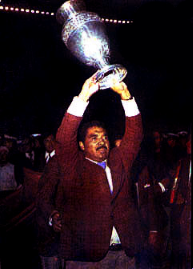
L'allenatore Marcos Calderón con il trofeo della Copa América
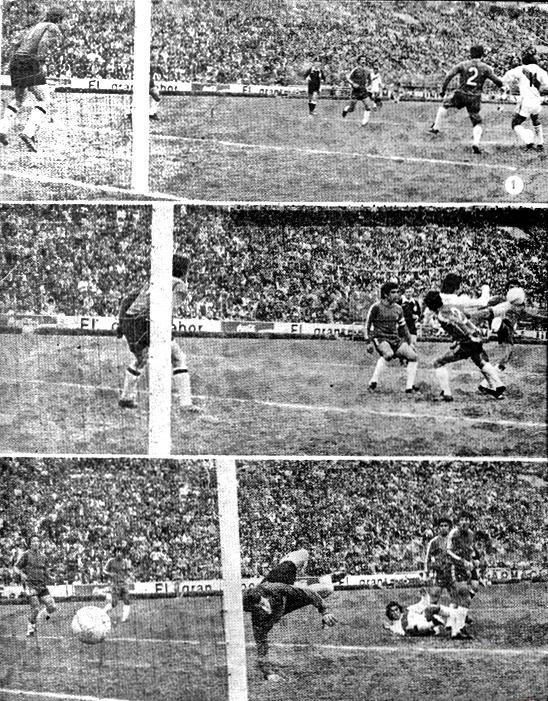
La partita tra Perù e Cile giocata a Lima si è conclusa con una vittoria peruviana
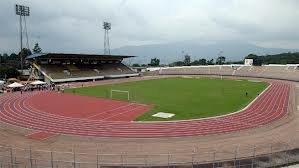
Lo Stadio Olimpico di Caracas è stato il luogo in cui si è giocata la finale che il Perù avrebbe battuto la Colombia

#### Il mondiale controverso

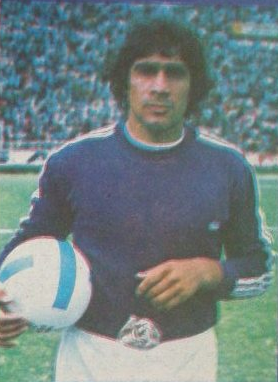
Ramón Quiroga, portiere del Perù, accusato di aver ricevuto tangenti.

La nazionale andina si qualificò per Argentina 1978 all'ultimo incontro, vinto per 2-0 contro il Cile.
Nel primo turno del mondiale vinse per 3-1 contro la Scozia, pareggiò per 0-0 contro i Paesi Bassi e si impose 4-1 contro l'Iran, accedendo alla seconda fase a gruppi da prima classificata. A quel punto il Perù calò di rendimento: dopo un secco 3-0 ad opera del Brasile, fu battuto anche dalla Polonia (1-0). In tale situazione, gli andini si apprestavano ad affrontare l'Argentina padrona di casa da eliminati.
La partita, disputatasi dopo che i brasiliani e i polacchi avevano già terminato il loro match (3-1 per i sudamericani), finì con un clamoroso 6-0 in favore dell'Albiceleste. Sull'incontro, noto in spagnolo come marmelada peruana, aleggiò il sospetto di un risultato combinato: difatti agli argentini serviva una vittoria con almeno 4 gol di scarto per sopravanzare i verde-oro ed accedere alla finalissima. La gara vide una difesa biancorossa molto svogliata, regolarmente surclassata dagli attaccanti avversari con estrema facilità; è da aggiungere anche che il portiere Ramón Quiroga era nato a Rosario (sede della gara) ed aveva ottenuto la nazionalità peruviana solo l'anno precedente.
Inoltre la notte prima della partita, la polizia allentò le misure di sicurezza presso l'hotel in cui alloggiavano i peruviani, che furono così continuamente disturbati dai tifosi argentini con urla e schiamazzi. Infine, l'autobus che doveva accompagnare la squadra al Gigante de Arroyto impiegò due ore per coprire il tragitto di pochi chilometri fino allo stadio, dato che l'autista "sbagliò" intenzionalmente più volte la strada: quando si fermò, lo fece davanti alla curva della torcida bianco-celeste, che sommerse di fischi e imprecazioni gli allibiti peruviani.
 Tuttavia le ipotesi di combine non furono mai dimostrate ufficialmente, seppur ci siano testimonianze a suffragare il biscotto.

### Anni '80: dal mondiale spagnolo al disastro aereo del 1987
Il Perù si qualificò anche per il mondiale del 1982. Nel maggio di quell'anno gli Incas partirono verso l'Europa per una tournée di tre settimane in vista del mondiale: sconfisse l'Ungheria (2-1) e la Francia di Platini (1-0), mentre pareggiò per 1-1 contro l'Algeria.
Nella fase finale della competizione iridata, la selezione peruviana pareggiò per 1-1 contro l'Italia futura vincitrice, 0-0 contro il Camerun e fu eliminata dopo la netta sconfitta per 5-1 in favore della Polonia di Boniek e Lato.
Negli anni ottanta, i cambi di allenatore sulla panchina peruviana furono addirittura undici. Dopo che nella Copa América 1983 la Blanquirroja si spinse fino alle semifinali, dovette attendere otto anni per vincere un incontro nella massima competizione continentale.
Gli andini fallirono anche la qualificazione al campionato del mondo 1986 ai playoff.
L'8 dicembre 1987 il calcio peruviano fu colpito dal disastro aereo dell'Alianza Lima, squadra che forniva l'ossatura della nazionale. Il charter che riportava giocatori, staff tecnico, dirigenza ed alcuni tifosi a Lima, si inabissò nell'Oceano Pacifico al largo di Callao: morirono 16 calciatori, l'allenatore Marcos Calderón (ct che aveva guidato il Perù alla vittoria in Coppa América dodici anni prima), i collaboratori, l'equipaggio ed altri passeggeri - in totale ci furono 43 vittime ed un sopravvissuto.

### Dal 1990 al 2010: il declino
Finito il ciclo della generazione d'oro, la nazionale peruviana conobbe un periodo di crisi di risultati.
In Coppa América vinse solo due partite (5-1 contro il Venezuela nel 1991 e 1-0 ai danni del Cile nel 1993).
Inoltre non riuscì a vincere neanche una partita nelle qualificazioni per il mondiale del 1990 e per quello del 1994, terminando il cammino eliminatorio in entrambi i casi all'ultimo posto.
Nella Copa América 1997 gli Incas diedero segnali di ripresa, piazzandosi al quarto posto, nonostante soffrirono la sconfitta più pesante della loro storia: il Brasile stellare di Taffarel, Cafu, Roberto Carlos, Dunga, Flávio Conceição, Denílson, Leonardo, Ronaldo e Romário inflisse un durissimo 7-0 al Perù di Freddy Ternero.
Quello stesso anno, con il nuovo sistema di qualificazione della zona CONMEBOL, il Perù sfiorò l'accesso al campionato del mondo 1998, sfumato per la differenza reti sfavorevole nei confronti del Cile.
Fra i calciatori più rappresentativi della selezione andina dell'epoca vi erano il difensore Miguel Rebosio e i centrocampisti Roberto Palacios, Jorge Soto e Nolberto Solano.
Invitata a giocare la CONCACAF Gold Cup 2000 insieme a Colombia e Corea del Sud, la nazionale peruviana partecipò per la prima volta ad una manifestazione organizzata da una confederazione a cui non era affiliata: la centro-nordamericana e caraibica CONCACAF. I biancorossi si classificarono terzi, eliminati proprio dai colombiani in semifinale.
Il Perù chiuse i gironi sudamericani di qualificazione al mondiale 2002 e 2006 con due deludenti ottavi posti. Ciononostante, nel 1999, 2001, 2004 e 2007 raggiunse sempre i quarti di finale della Copa América; la stella della selezione era Claudio Pizarro.

### Gli anni duemiladieci: la lenta ripresa
Nel 2010 la panchina della nazionale peruviana fu affidata all'uruguagio di origini armene Sergio Markarián.
Nella Copa América 2011 il Perù superò il primo turno come migliore tra le terze classificate, insieme al Paraguay. Nei quarti di finale batté la Colombia per 2-0 (d.t.s.). In semifinale fu eliminato dall'Uruguay, poi vincitore del torneo. La Blanquirroja, anche grazie alle prestazioni dei trascinatori Vargas e Guerrero, si classificò terza dopo aver sconfitto il Venezuela per 4-1 nella finale per il terzo posto. In seguito a questi risultati, nel luglio 2011 la selezione peruviana salì fino al 25º posto del ranking mondiale FIFA.

Nel marzo 2014 fu nominato nuovo CT Pablo Bengoechea, che lasciò l'incarico nel dicembre dello stesso anno. Gli subentrò quindi l'argentino Ricardo Gareca.
Con lui alla guida tecnica, nella Copa América 2015 in Cile, il Perù fu sconfitto in rimonta all'esordio dal Brasile (2-1), poi superò il Venezuela (1-0) e pareggiò a reti bianche contro la Colombia, qualificandosi ai quarti di finale. Ebbe poi la meglio sulla Bolivia (3-1) e approdò in semifinale, dove fu sconfitto per 2-1 dai padroni di casa del Cile, futuri campioni. Battendo per 2-0 l'altra semifinalista sconfitta, il Paraguay, i biancorossi chiusero la competizione nuovamente al terzo posto. Uno degli artefici di questa conferma tra le migliori tre nazionali del Sudamerica fu Christian Cueva, che mise in campo prestazioni convincenti.

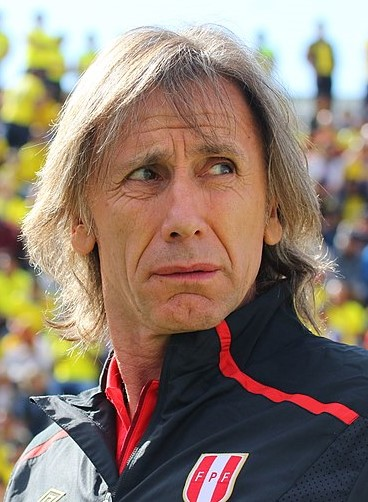
Ricardo Gareca

Nella Copa América Centenario dell'anno successivo, la nazionale peruviana primeggiò nel proprio raggruppamento battendo Haiti e Brasile (entrambi per 1-0) e pareggiando per 2-2 contro l'Ecuador. Nei quarti di finale gli Incas furono eliminati dalla Colombia (4-2 dopo i tiri di rigore, 0-0 al termine dei tempi supplementari).
Nell'ottobre 2017, grazie ai buoni risultati ottenuti nei mesi precedenti e durante le qualificazioni mondiali in corso, la nazionale biancorossa riuscì a raggiungere la decima posizione nella graduatoria FIFA, miglior piazzamento di sempre.
Nelle qualificazioni al campionato del mondo 2018 il Perù riuscì a raggiungere il quinto posto nella classifica del raggruppamento sudamericano, valevole per disputare lo spareggio contro i vincitori della zona oceaniana. Dopo lo 0-0 in trasferta nella gara di andata, il 15 novembre 2017 la selezione andina riuscì a sconfiggere per 2-0 la Nuova Zelanda, qualificandosi al campionato del mondo 2018 e tornando nella fase finale di un mondiale dopo trentasei anni. Grande protagonista fu Jefferson Farfán. Nella fase finale del campionato del mondo di Russia, il Perù uscì al primo turno, dopo due sconfitte contro Danimarca (1-0) e Francia (1-0) ed un'inutile vittoria per 2-0 contro l'Australia.
Nella Coppa America 2019, disputata in Brasile, la Blanquirroja, malgrado la rovinosa sconfitta per 5-0 contro i padroni di casa verde-oro nel girone iniziale, riuscì a superare il primo turno come migliore terza classificata. Ai quarti di finale eliminò una delle favorite: l'Uruguay dovette inchinarsi dopo il 5-4 ai tiri di rigore (0-0 al termine dei tempi supplementari); in semifinale il Perù si impose con un perentorio 3-0 ai danni del Cile campione in carica, tornando così a disputare la finale del torneo dopo quarantaquattro anni. Il Brasile, tra le mura amiche, vinse, tuttavia, agevolmente per 3-1. Durante la manifestazione, impressionò positivamente il difensore Carlos Zambrano.

### Gli anni duemilaventi
Sulla stessa falsariga si svolse la Coppa America 2021 del Perù, che all'esordio fu sonoramente sconfitto (4-0) dal Brasile, ma riuscì a chiudere al secondo posto il girone vinto dai verde-oro, qualificandosi ai quarti di finale, dove ebbe la meglio sul Paraguay per 4-3 ai tiri di rigore (3-3 dopo 90 minuti di gioco). In semifinale fu ancora il Brasile a spegnere le velleità peruviane, imponendosi per 1-0; il Perù chiuse poi al quarto posto, perdendo per 3-2 la finale di consolazione contro la Colombia.
Nel girone sudamericano di qualificazione al campionato del mondo 2022 il Perù ottenne 7 vittorie, 3 pareggi e 8 sconfitte. Il quinto posto valse la qualificazione allo spareggio interzona, dove la squadra sudamericana fu eliminata dall'Australia perdendo per 5-4 ai tiri di rigore dopo lo 0-0 dei tempi supplementari allo stadio Ahmed bin Ali di Ar Rayyan, in Qatar.

## Colori

### Evoluzione
I colori della divisa provengono dalla bandiera nazionale. La prima divisa della squadra peruviana, realizzata per il Campeonato Sudamericano del 1927, era composta da una maglia a righe bianche e rosse, pantaloncini bianchi e calzettoni neri.

#### Prima divisa
| 1927             | 1930             | 1935             | 1936-70       | 1975-77      | 1978-81       | 1982-89       | 1990-95       | 1996-2001  | 2001-02    |
| 2003-07          | 2007-09 Walon    | 2010             | 2011 Umbro    | 2012 Umbro   | 2012-13 Umbro | 2014-15 Umbro | 2015-17 Umbro | 2016 Umbro | 2018 Umbro |
| 2018-19 Marathon | 2019-20 Marathon | 2020-22 Marathon | 2021 Marathon | 2023- Adidas |               |               |               |            |            |

## Palmarès
- Coppa America: 2

Perù 1939, Copa América 1975
- Giochi bolivariani: 5

1938, 1947, 1961, 1973, 1981

## Partecipazioni ai tornei internazionali
Legenda: Grassetto: Risultato migliore, Corsivo: Mancate partecipazioni

### CONCACAF Gold Cup
Pur non essendo affiliata alla CONCACAF, la nazionale peruviana è stata invitata ad un'edizione della Gold Cup, classificandosi terza.

### Giochi bolivariani
Gli Incas hanno vinto la medaglia d'oro ai Giochi bolivariani del 1938, 1947, 1961, 1973 e 1981, disputati dalle selezioni maggiori delle nazioni partecipanti.

### Campionato Panamericano
La nazionale andina ha inoltre partecipato a due dei tre Campionati Panamericani, svolti senza il riconoscimento della FIFA.

## Statistiche dettagliate sui tornei internazionali

### Mondiali
| Anno | Luogo                    | Piazzamento                         | V | N | P | Gol  |
| ---- | ------------------------ | ----------------------------------- | - | - | - | ---- |
| 1930 | Uruguay                  | Primo turno                         | 0 | 0 | 2 | 1:4  |
| 1934 | Italia                   | Non partecipante                    | - | - | - | -    |
| 1938 | Francia                  | Non partecipante                    | - | - | - | -    |
| 1950 | Brasile                  | Ritirata prima delle qualificazioni | - | - | - | -    |
| 1954 | Svizzera                 | Ritirata prima delle qualificazioni | - | - | - | -    |
| 1958 | Svezia                   | Non qualificata                     | - | - | - | -    |
| 1962 | Cile                     | Non qualificata                     | - | - | - | -    |
| 1966 | Inghilterra              | Non qualificata                     | - | - | - | -    |
| 1970 | Messico                  | Quarti di finale                    | 2 | 0 | 2 | 9:9  |
| 1974 | Germania Ovest           | Non qualificata                     | - | - | - | -    |
| 1978 | Argentina                | Secondo turno                       | 2 | 1 | 3 | 7:12 |
| 1982 | Spagna                   | Primo turno                         | 0 | 2 | 1 | 2:6  |
| 1986 | Messico                  | Non qualificata                     | - | - | - | -    |
| 1990 | Italia                   | Non qualificata                     | - | - | - | -    |
| 1994 | Stati Uniti              | Non qualificata                     | - | - | - | -    |
| 1998 | Francia                  | Non qualificata                     | - | - | - | -    |
| 2002 | Giappone / Corea del Sud | Non qualificata                     | - | - | - | -    |
| 2006 | Germania                 | Non qualificata                     | - | - | - | -    |
| 2010 | Sudafrica                | Non qualificata                     | - | - | - | -    |
| 2014 | Brasile                  | Non qualificata                     | - | - | - | -    |
| 2018 | Russia                   | Primo turno                         | 1 | 0 | 2 | 2:2  |
| 2022 | Qatar                    | Non qualificata                     | - | - | - | -    |

### Copa América

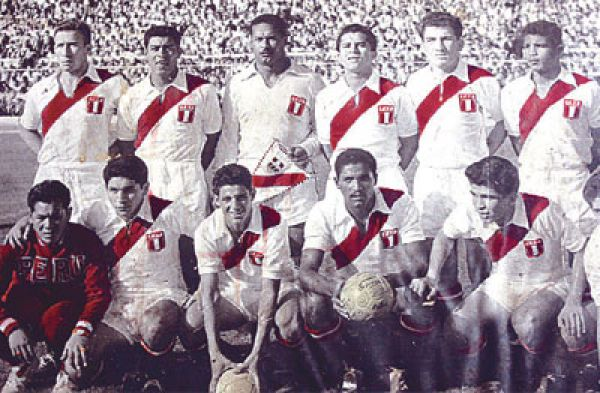
La nazionale Peruviana nel 1959

| Anno    | Luogo       | Piazzamento      | V | N | P | Gol   |
| ------- | ----------- | ---------------- | - | - | - | ----- |
| 1927    | Perù        | Terzo posto      | 1 | 0 | 2 | 4:11  |
| 1929    | Argentina   | Quarto posto     | 0 | 0 | 3 | 1:12  |
| 1935    | Perù        | Terzo posto      | 1 | 0 | 2 | 2:5   |
| 1937    | Argentina   | Sesto posto      | 1 | 1 | 3 | 7:10  |
| 1939    | Perù        | Campione         | 4 | 0 | 0 | 13:4  |
| 1941    | Cile        | Quarto posto     | 1 | 0 | 3 | 5:5   |
| 1942    | Uruguay     | Quinto posto     | 1 | 2 | 3 | 5:10  |
| 1945    | Cile        | Rinuncia         | - | - | - | -     |
| 1946    | Argentina   | Rinuncia         | - | - | - | -     |
| 1947    | Ecuador     | Quinto posto     | 2 | 2 | 3 | 12:9  |
| 1949    | Brasile     | Terzo posto      | 5 | 0 | 2 | 20:13 |
| 1953    | Perù        | Quinto posto     | 3 | 1 | 2 | 10:10 |
| 1955    | Cile        | Terzo posto      | 2 | 2 | 1 | 13:11 |
| 1956    | Uruguay     | Sesto posto      | 0 | 1 | 4 | 6:11  |
| 1957    | Perù        | Quarto posto     | 4 | 0 | 2 | 12:9  |
| 1959 I  | Argentina   | Quarto posto     | 1 | 3 | 2 | 10:11 |
| 1959 II | Ecuador     | Rinuncia         | - | - | - | -     |
| 1963    | Bolivia     | Quinto posto     | 2 | 1 | 3 | 8:11  |
| 1967    | Uruguay     | Rinuncia         | - | - | - | -     |
| 1975    | Itinerante  | Campione         | 6 | 1 | 2 | 14:7  |
| 1979    | Itinerante  | Terzo posto      | 0 | 1 | 1 | 1:2   |
| 1983    | Itinerante  | Terzo posto      | 2 | 3 | 1 | 7:6   |
| 1987    | Argentina   | Primo turno      | 0 | 2 | 0 | 2:2   |
| 1989    | Brasile     | Primo turno      | 0 | 3 | 1 | 4:7   |
| 1991    | Cile        | Primo turno      | 1 | 0 | 3 | 9:9   |
| 1993    | Ecuador     | Quarti di finale | 1 | 2 | 1 | 4:5   |
| 1995    | Uruguay     | Primo turno      | 0 | 1 | 2 | 2:5   |
| 1997    | Bolivia     | Quarto posto     | 3 | 0 | 3 | 4:11  |
| 1999    | Paraguay    | Quarti di finale | 2 | 1 | 1 | 4:5   |
| 2001    | Colombia    | Quarti di finale | 1 | 1 | 2 | 4:8   |
| 2004    | Perù        | Quarti di finale | 1 | 2 | 1 | 7:6   |
| 2007    | Venezuela   | Quarti di finale | 1 | 1 | 2 | 5:7   |
| 2011    | Argentina   | Terzo posto      | 3 | 1 | 2 | 8:5   |
| 2015    | Cile        | Terzo posto      | 3 | 1 | 2 | 6:7   |
| 2016    | Stati Uniti | Quarti di finale | 2 | 2 | 0 | 4:2   |
| 2019    | Brasile     | Secondo posto    | 2 | 2 | 2 | 7:9   |
| 2021    | Brasile     | Quarto posto     | 2 | 2 | 3 | 8:11  |
| 2024    | Stati Uniti | Primo turno      | 0 | 1 | 2 | 0:3   |

### Olimpiadi
| Anno | Luogo     | Piazzamento      | V | N | P | Gol  |
| ---- | --------- | ---------------- | - | - | - | ---- |
| 1928 | Amsterdam | Non partecipante | - | - | - | -    |
| 1936 | Berlino   | Quarti di finale | 2 | 0 | 0 | 11:5 |
| 1948 | Londra    | Non partecipante | - | - | - | -    |

- Nota bene: per le informazioni sui risultati ai Giochi olimpici nelle edizioni successive al 1948 visionare la pagina della nazionale olimpica.

### CONCACAF Gold Cup
| Anno | Luogo       | Piazzamento | V | N | P | Gol |
| ---- | ----------- | ----------- | - | - | - | --- |
| 2000 | Stati Uniti | Terzo posto | 1 | 1 | 2 | 6:6 |

### Giochi bolivariani
| Anno | Luogo  | Piazzamento | V | N | P | Gol  |
| ---- | ------ | ----------- | - | - | - | ---- |
| 1938 | Bogotà | Campione    | 4 | 0 | 0 | 18:4 |

### Campionati Panamericani
| Anno | Luogo             | Piazzamento  | V | N | P | Gol  |
| ---- | ----------------- | ------------ | - | - | - | ---- |
| 1952 | Santiago del Cile | Quarto posto | 2 | 1 | 2 | 14:9 |
| 1956 | Città del Messico | Quarto posto | 1 | 2 | 2 | 6:7  |

## Tutte le rose

### Mondiali
Coppa del Mondo FIFA 1930P Pardón, P Valdivieso, D de las Casas, D Fernández, D Maquilón, D Soria, C Astengo, C Denegri, C Galindo, C García, C Quintana, C Valle, A Cillóniz, A Góngora, A Lavalle, A Lores, A Neyra, A Pacheco, A Rodríguez Nue, A Sarmiento, A Souza Ferreira, A Villanueva, CT: Bru
Coppa del Mondo FIFA 19701 Rubiños, 2 Campos, 3 de la Torre, 4 Chumpitaz, 5 Fuentes, 6 Mifflin, 7 Challe, 8 Baylón, 9 León, 10 Cubillas, 11 Gallardo, 12 Correa, 13 P. Gonzáles, 14 Fernández, 15 J. González, 16 Salinas, 17 Cruzado, 18 del Castillo, 19 Reyes, 20 Sotil, 21 Goyzueta, 22 Ramírez, CT: Didi
Coppa del Mondo FIFA 19781 Sartor, 2 Duarte, 3 Manzo, 4 Chumpitaz, 5 Díaz, 6 Velásquez, 7 Muñante, 8 Cueto, 9 P. Rojas, 10 Cubillas, 11 Oblitas, 12 Mosquera, 13 Cáceres, 14 Navarro, 15 Leguía, 16 Gorriti, 17 Quesada, 18 Labarthe, 19 La Rosa, 20 Sotil, 21 Quiroga, 22 R. Rojas, CT: Calderón
Coppa del Mondo FIFA 19821 Acasuzo, 2 Duarte, 3 Salguero, 4 Gastulo, 5 Leguía, 6 Velásquez, 7 Barbadillo, 8 Cueto, 9 Uribe, 10 Cubillas, 11 Oblitas, 12 González, 13 Arizaga, 14 Gutiérrez, 15 Díaz, 16 Olaechea, 17 Navarro, 18 Malásquez, 19 La Rosa, 20 Rojas, 21 Quiroga, 22 Reyna, CT: Tim
Coppa del Mondo FIFA 20181 Gallese, 2 Rodríguez, 3 Corzo, 4 Santamaría, 5 Araujo, 6 Trauco, 7 Hurtado, 8 Cueva, 9 Guerrero, 10 Farfán, 11 Ruidíaz, 12 Cáceda, 13 Tapia, 14 Polo, 15 Ramos, 16 Cartagena, 17 Advíncula, 18 Carrillo, 19 Yotún, 20 Flores, 21 Carvallo, 22 Loyola, 23 Aquino, CT: Gareca

### Campeonato Sudamericano de Football/Copa América

Formazioni Bolivia 1-3 Perù. Copa América 2019.

Campeonato Sudamericano 1939J. Alcalde, T. Alcalde, Baldovino, Bielich, Castillo, Chappell, A. Fernández, T. Fernández, Honores, Ibáñez, León, Larios, Magallanes, Paredes, Parró, Pasache, Perales, Quispe, Reyes, Socarraz, Tovar, Valdivieso, CT: Greenwell
Campeonato Sudamericano 1941G. Arce, V. Arce, Fernández, González, Honores, Hurtado, Janneau, Jordán, Lobatón, Luna, Magallanes, Magán, Morales, Perales, Portal, Quiñónez, Quispe, Socarraz, Vallejas, CT: Arrillaga
Copa América 1975P Acasuzo, P González Ganoza, P Sartor, D Chumpitaz, D Díaz, D Meléndez, D Navarro, D Soria, C Cueto, C Ojeda, C Párraga, C Quesada, C Velásquez, A Aparicio, A Barbadillo, A Casaretto, A Cubillas, A Oblitas, A Ramírez, A Rojas, A Ruiz, A Sotil, CT: Calderón
Copa América 1979P Acasuzo, D Chumpitaz, D Díaz, D Duarte, D Navarro, C Cueto, C Gorriti, C Leguía, C Olaechea, C Velásquez, A La Rosa, A Labarthe, A Mosquera, A Rojas, A Ravello, CT: Chiarella
Copa América 1983P Acasuzo, D Aguayo, D Díaz, D Duarte, D García, D Ramírez, D Requena, D Rojas, C Bonelli, C Casanova, C Leguía, C Olaechea, C Reyna, C Velásquez, A Caballero, A Malásquez, A Mora, A Navarro, A Neyra, A Rey Muñoz, CT: Tan
Copa América 19871 Chávez, 2 Olivares, 3 Duffó, 4 Rojas, 5 Requena, 6 Chirinos, 7 Loyola, 8 Malásquez, 9 Navarro, 10 Uribe, 11 Hirano, 12 González Ganoza, 13 Arteaga, 14 Reynoso, 15 Cordero, 16 Olaechea, 17 Reyna, 18 Vázquez, 19 La Rosa, 20 Martínez, 21 Del Solar, 22 Soto, CT: Cuéllar
Copa América 19891 Chávez, 2 Talavera, 3 Reynoso, 4 Arteaga, 5 Requena, 6 Carranza, 7 Manassero, 8 Del Solar, 9 Navarro, 10 Uribe, 11 Hirano, 12 Purizaga, 13 Valencia, 14 Olivares, 15 Rey Muñoz, 16 Olaechea, 17 Dall'Orso, 18 Guido, 19 Torres, 20 Rodríguez, CT: Pepe
Copa América 19911 Purizaga, 2 Olivares, 3 Barco, 4 Ramírez, 5 Arteaga, 6 Cordero, 7 Aguirre, 8 Del Solar, 9 A. González, 10 C. Rodríguez, 11 Hirano, 12 G. González, 14 Martínez, 15 Vidales, 16 Yáñez, 17 Bravo, 18 Maestri, 19 La Rosa, 20 M. Rodríguez, 21 Palma, 22 Carranza, CT: Company
Copa América 19931 Miranda, 2 Charún, 3 Jorge Soto, 4 Reynoso, 5 José Soto, 6 Olivares, 7 Barco, 8 Carranza, 9 M. Rodríguez, 10 Zubzuck, 11 Zegarra, 12 Martínez, 13 Palacios, 14 Rivera, 15 Muchotrigo, 16 Maestri, 17 Sáenz, 18 González, 19 A. Rodríguez, 20 Del Solar, 21 Carty, CT: Popović
Copa América 19951 Miranda, 2 Jorge Soto, 3 García, 4 Olivares, 5 Dulanto, 6 José Soto, 7 Baroni, 8 Del Solar, 9 Ramírez, 10 Palacios, 11 Pinillos, 12 Yupanqui, 13 Reynoso, 14 Ubillús, 15 Solano, 16 Rivera, 17 Jayo, 18 Magallanes, 19 Carty, 20 Rodríguez, 21 Quesada, 22 Carranza, CT: Company
Copa América 19971 Miranda, 2 Reyna, 3 Rebosio, 4 Portilla, 5 Dulanto, 6 Torres, 7 Muñoz, 8 Rosales, 9 Cominges, 10 Palacios, 11 Magallanes, 12 Flores, 13 Prado, 14 Hidalgo, 15 Cavero, 16 Chacón, 17 Carazas, 18 Sáenz, 19 Ciurlizza, 20 Palomino, 21 Butrón, 22 Uehara, CT: Ternero
Copa América 19991 Ibáñez, 2 Rebosio, 3 Reynoso, 4 Olivares, 5 Pereda, 6 José Soto, 7 Solano, 8 Jayo, 9 Maestri, 10 Palacios, 11 Pizarro, 12 Miranda, 13 Velásquez, 14 Jorge Soto, 15 Mendoza, 16 Guadalupe, 17 Holsen, 18 Chacón, 19 Ciurlizza, 20 Soria, 21 Butrón, 22 Zúñiga, CT: Oblitas
Copa América 20011 Ibáñez, 2 Zevallos, 3 José Soto, 4 Hidalgo, 5 Pajuelo, 6 J. Hernández, 7 Lobatón, 8 Jayo, 10 J.E. Uribe, 11 Muchotrigo, 12 Flores, 14 Jorge Soto, 15 Salazar, 16 García, 18 Holsen, 19 Vílchez, 20 Del Solar, 21 Bazán, 23 L. Hernández, 24 Tempone, 25 Ascoy, CT: J. C. Uribe
Copa América 20041 Ibáñez, 2 Acasiete, 3 Rebosio, 4 Soto, 5 Hidalgo, 6 Vílchez, 7 Solano, 8 Jayo, 9 Maestri, 10 Palacios, 11 Olcese, 12 Delgado, 13 La Rosa, 14 Pizarro, 15 Salas, 16 Mendoza, 17 Farfán, 18 P. García, 19 Ciurlizza, 20 Zegarra, 21 Butrón, 22 J. García, CT: Autuori
Copa América 20071 Butrón, 2 Villalta, 3 Acasiete, 4 Vílchez, 5 Rodríguez, 6 Herrera, 7 Céspedes, 8 Bazalar, 9 Guerrero, 10 Mariño, 11 Zúñiga, 12 Forsyth, 13 de la Haza, 14 Pizarro, 15 Villamarín, 16 Mendoza, 17 Farfán, 18 García, 19 Ísmodes, 20 Jiménez, 21 Flores, 22 Galliquio, CT: Uribe
Copa América 20111 Fernández, 2 Rodríguez, 3 Acasiete, 4 Vílchez, 5 Balbín, 6 Vargas, 7 Ballón, 8 Guevara, 9 Guerrero, 10 Cruzado, 11 Lobatón, 12 Libman, 13 Revoredo, 14 Ruidíaz, 15 Corzo, 16 Advíncula, 17 Carmona, 18 Chiroque, 19 Yotún, 20 Carrillo, 21 Ramos, 22 Gonzales, 23 Butrón, CT: Markarián
Copa América 20151 Gallese, 2 Céspedes, 3 Riojas, 4 Requena, 5 Zambrano, 6 Vargas, 7 Hurtado, 8 Cueva, 9 Guerrero, 10 Farfán, 11 Reynan, 12 Penny, 13 Retamoso, 14 Pizarro, 15 Ramos, 16 Lobatón, 17 Advíncula, 18 Carrillo, 19 Yotún, 20 Sánchez, 21 Ballón, 22 Ascues, 23 Libman, CT: Gareca
Copa América Centenario1 Gallese, 2 Rodríguez, 3 Corzo, 4 Revoredo, 5 Balbín, 6 Trauco, 7 da Silva, 8 Polo, 9 Guerrero, 10 Cueva, 11 Ruidíaz, 12 Penny, 13 Tapia, 14 Alfageme, 15 Ramos, 16 Vílchez, 17 Abram, 18 Benavente, 19 Yotún, 20 Flores, 21 Hohberg, 22 Céspedes, 23 Cáceda, CT: Gareca
Copa América 20191 Gallese, 2 Abram, 3 Corzo, 4 Santamaría, 5 Araujo, 6 Trauco, 7 Ballón, 8 Cueva, 9 Guerrero, 10 Farfán, 11 Ruidíaz, 12 Cáceda, 13 Tapia, 14 Polo, 15 Zambrano, 16 Pretell, 17 Advíncula, 18 Carrillo, 19 Yotún, 20 Flores, 21 Álvarez, 22 Callens, 23 Gonzáles, CT: Gareca
Copa América 20211 Gallese, 2 Abram, 3 Corzo, 4 Santamaría, 5 Araujo, 6 Trauco, 7 Távara, 8 Peña, 9 Lapadula, 10 Cueva, 11 Valera, 12 Cáceda, 13 Tapia, 14 Cartagena, 15 Ramos, 16 López, 17 Iberico, 18 Carrillo, 19 Yotún, 20 Ormeño, 21 Carvallo, 22 Callens, 23 Arias, 24 García, 25 Garcés, 26 Lora, CT: Gareca
Copa América 20241 Gallese, 2 Abram, 3 Corzo, 4 Santamaría, 5 Zambrano, 6 López, 7 Polo, 8 Peña, 9 Guerrero, 10 Cueva, 11 Reyna, 12 Cáceda, 13 Castillo, 14 Lapadula, 15 Araujo, 16 Cartagena, 17 Advíncula, 18 Carrillo, 19 Sonne, 20 Flores, 21 Romero, 22 Callens, 23 Quispe, 24 Rivera, 25 Grimaldo, 26 Zanelatto, CT: Fossati

### Gold Cup
CONCACAF Gold Cup 20001 Ibáñez, 2 Huamán, 3 Reynoso, 4 Salazar, 5 José Soto, 6 Rebosio, 7 Solano, 8 Jayo, 9 Maestri, 10 Palacios, 11 Holsen, 12 Flores, 13 Ciurlizza, 14 Jorge Soto, 15 Zúñiga, 16 Suárez, 17 Pinillos, 18 Sáenz, 19 Lobatón, 20 Del Solar, 23 Quinteros, CT: Maturana

### Giochi olimpici
Calcio ai Giochi Olimpici Estivi 1936P Marchena, P Valdivieso, D Chappell, D A. Férnandez, D Lavalle, D Pardo, C Castillo, C García, C Jordán, C Landa, C Pacheco, C Portal, C Tovar, A J. Alcalde, A T. Alcalde, A Álvarez, A T. Fernández, A Ibáñez, A Magallanes, A Morales, A Paredes, A Villanueva, CT: Denegri
NOTA: per le informazioni sulle rose successive al 1948 visionare la pagina della Nazionale olimpica.

## Rosa attuale
Lista dei giocatori convocati per le gare di qualificazione al campionato mondiale di calcio 2026 del 6 e 10 giugno 2025.
Presenze e reti aggiornate al momento delle convocazioni.
|  | P | Pedro Gallese     | 23 febbraio 1990  | 116 | -130 | Orlando City     |  |  |
|  | P | Carlos Cáceda     | 27 settembre 1991 | 9   | -3   | Melgar           |  |  |
|  | P | Diego Enríquez    | 24 febbraio 2002  | 0   | 0    | Sporting Cristal |  |  |
|  |   |                   |                   |     |      |                  |  |  |
|  | D | Luis Advíncula    | 2 marzo 1990      | 126 | 2    | Boca Juniors     |  |  |
|  | D | Carlos Zambrano   | 10 luglio 1989    | 81  | 4    | Alianza Lima     |  |  |
|  | D | Miguel Trauco     | 25 agosto 1992    | 76  | 0    | Alianza Lima     |  |  |
|  | D | Aldo Corzo        | 20 maggio 1989    | 53  | 0    | Universitario    |  |  |
|  | D | Luis Abram        | 27 febbraio 1996  | 45  | 1    | Atlanta United   |  |  |
|  | D | Marcos López      | 20 novembre 1999  | 43  | 0    | Copenaghen       |  |  |
|  | D | Oliver Sonne      | 10 novembre 2000  | 10  | 0    | Burnley          |  |  |
|  | D | Renzo Garcés      | 12 giugno 1996    | 6   | 0    | Alianza Lima     |  |  |
|  | D | César Inga        | 30 aprile 2002    | 0   | 0    | Universitario    |  |  |
|  |   |                   |                   |     |      |                  |  |  |
|  | C | Renato Tapia      | 28 luglio 1995    | 89  | 5    | Leganés          |  |  |
|  | C | Sergio Peña       | 28 settembre 1995 | 48  | 4    | PAOK             |  |  |
|  | C | Pedro Aquino      | 13 aprile 1995    | 38  | 3    | Santos Laguna    |  |  |
|  | C | Jesús Castillo    | 11 giugno 2001    | 13  | 1    | Gil Vicente      |  |  |
|  | C | Piero Quispe      | 14 agosto 2001    | 12  | 1    | Pumas UNAM       |  |  |
|  | C | Erick Noriega     | 22 luglio 2001    | 1   | 0    | Alianza Lima     |  |  |
|  |   |                   |                   |     |      |                  |  |  |
|  | A | Paolo Guerrero    | 1º gennaio 1984   | 126 | 40   | Alianza Lima     |  |  |
|  | A | André Carrillo    | 14 giugno 1991    | 102 | 11   | Corinthians      |  |  |
|  | A | Edison Flores     | 15 maggio 1994    | 82  | 17   | Universitario    |  |  |
|  | A | Andy Polo         | 29 settembre 1994 | 54  | 2    | Universitario    |  |  |
|  | A | Gianluca Lapadula | 7 febbraio 1990   | 42  | 9    | Spezia           |  |  |
|  | A | Bryan Reyna       | 23 agosto 1998    | 18  | 2    | Belgrano         |  |  |
|  | A | Kevin Quevedo     | 22 febbraio 1997  | 3   | 0    | Alianza Lima     |  |  |
|  | A | Luis Ramos        | 13 dicembre 1999  | 2   | 0    | América de Cali  |  |  |
|  | A | Kenji Cabrera     | 27 gennaio 2003   | 0   | 0    | Melgar           |  |  |

## Record individuali
Dati aggiornati all'11 giugno 2025.
- In grassetto i giocatori ancora attivi in nazionale.

### Record di presenze
| Pos. | Nome             | Presenze | Reti | Periodo   |
| ---- | ---------------- | -------- | ---- | --------- |
| 1    | Roberto Palacios | 128      | 19   | 1992-2012 |
| 1    | Yoshimar Yotún   | 128      | 8    | 2011-2023 |
| 1    | Luis Advincula   | 128      | 2    | 2010-     |
| 1    | Paolo Guerrero   | 128      | 41   | 2004-     |
| 5    | Pedro Gallese    | 118      | 0    | 2014-     |
| 6    | Héctor Chumpitaz | 105      | 3    | 1965-1981 |
| 7    | André Carrillo   | 103      | 11   | 2011-     |
| 8    | Jefferson Farfán | 102      | 27   | 2003-2021 |
| 9    | Jorge Soto       | 101      | 9    | 1992-2005 |
| 10   | Christian Cueva  | 100      | 16   | 2011-     |

### Record di reti

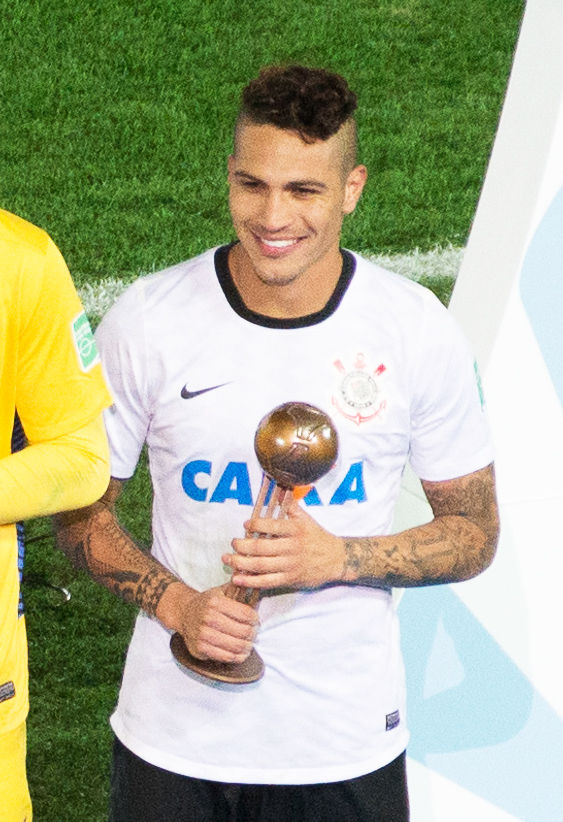
Paolo Guerrero è il primatista di gol con la maglia della nazionale peruviana.

| Pos. | Nome              | Reti | Presenze | Periodo   |
| ---- | ----------------- | ---- | -------- | --------- |
| 1    | Paolo Guerrero    | 41   | 128      | 2004-     |
| 2    | Jefferson Farfán  | 27   | 102      | 2003-2021 |
| 3    | Teófilo Cubillas  | 26   | 81       | 1968-1982 |
| 4    | Teodoro Fernández | 24   | 32       | 1935-1947 |
| 5    | Claudio Pizarro   | 20   | 85       | 1999-2016 |
| 5    | Nolberto Solano   | 20   | 95       | 1994-2008 |
| 7    | Roberto Palacios  | 19   | 128      | 1992-2012 |
| 8    | Hugo Sotil        | 18   | 62       | 1970-1978 |
| 9    | Oswaldo Ramírez   | 17   | 57       | 1969-1982 |
| 9    | Edison Flores     | 17   | 84       | 2013-     |